# Duets: The Final Chapter
Albums de The Notorious B.I.G.
Born Again
(1999) Greatest Hits
(2007)
Singles
1. Nasty Girl
Sortie : 11 octobre 2005
2. Spit Your Game
Sortie : 24 février 2006

Duets: The Final Chapter est un album posthume de The Notorious B.I.G., sorti le 20 décembre 2005.
L'album comprend des duos entre Biggie et d'autres artistes comme Nelly, Eminem, Obie Trice, The Game, Snoop Dogg, Nas, Jay-Z, Fat Joe, Ludacris ou encore Mobb Deep. Les couplets du rappeur proviennent de chansons enregistrées précédemment mais aussi d'inédits.
Duets: The Final Chapter s'est classé 3e au Billboard 200 et au Top R&B/Hip-Hop Albums et a été certifié disque de platine par la Recording Industry Association of America (RIAA) le 3 février 2006.

## Liste des titres
| No  | Titre | Chanson et album originaux                                                                         | Durée |
| --- | --- | -------------------------------------------------------------------------------------------------- | ----- |
| 1.  | B.I.G. Live in Jamaica (Intro) (Produit par Jeffery « J-Dub » Walker)                                                          | | 1:22  |
| 2.  | It Has Been Said (featuring Diddy, Eminem et Obie Trice – Produit par Eminem)                                                  | Victory sur No Way Out de Puff Daddy                                                               | 3:18  |
| 3.  | Spit Your Game (featuring Twista et Bone Thugs-N-Harmony – Produit par Swizz Beatz)                                            | Notorious Thugz sur Life After Death                                                               | 4:09  |
| 4.  | Whatchu Want (Interprété par The Commission featuring Jay-Z et The Notorious B.I.G. – Produit par Danja)                       | Whatchu Want (titre inédit)                                                                        | 3:54  |
| 5.  | Get Your Grind On (featuring Big Pun, Fat Joe et Freeway – Produit par Sean Cane & LV)                                         | My Downfall sur Life After Death                                                                   | 5:24  |
| 6.  | Living the Life (featuring Snoop Dogg, Ludacris, Faith Evans, Cheri Dennis et Bobby Valentino – Produit par Coptic Sounds)     | Let Me Get Down sur Born Again                                                                     | 4:28  |
| 7.  | The Greatest Rapper (Interlude)                                                                                                | | 0:08  |
| 8.  | 1970 Somethin' (featuring The Game et Faith Evans – Produit par Dre & Vidal et Static Major)                                   | Respect de Ready to Die                                                                            | 3:25  |
| 9.  | Nasty Girl (featuring Diddy, Nelly, Jagged Edge et Avery Storm – Produit par Jazze Pha)                                        | Nasty Boy sur Life After Death                                                                     |       |
| 10. | Living in Pain (featuring 2Pac, Mary J. Blige et Nas – Produit par Just Blaze)                                                 | House of Pain (titre inédit)                                                                       | 4:01  |
| 11. | I'm with Whateva (featuring Lil Wayne, Juelz Santana et Jim Jones – Produit par Stevie J.)                                     | Ready to Die sur Ready to Die                                                                      | 2:33  |
| 12. | Beef (featuring Mobb Deep – Produit par Havoc)                                                                                 | What's Beef sur Life After Death                                                                   | 4:57  |
| 13. | My Dad (Interlude) | | 0:10  |
| 14. | Hustler's Story (featuring Scarface, Akon et Big Gee – Produit par Jeffrey « J Dub » Walker, Mario Winans, Reefa et Suga Mike) | You'll See (titre inédit)                                                                          | 5:47  |
| 15. | Breakin' Old Habits (featuring T.I. et Slim Thug – Produit par Chink Santana)                                                  | Young G's sur No Way Out de Puff Daddy                                                             | 4:36  |
| 16. | Ultimate Rush (featuring Missy Elliott – Produit par Scott Storch)                                                             | Why You Trying to Play Me sur la compilation The Projects Presents: Balhers Forever                | 3:48  |
| 17. | Mi Casa (featuring R. Kelly et Charlie Wilson – Produit par Jeffrey « J Dub » Walker, Mario Winans et DJ Green Lantern)        | Friend of Mine sur Ready to Die                                                                    | 4:12  |
| 18. | Little Homie (Interlude) | | 0:34  |
| 19. | Hold Ya Head (featuring Bob Marley – Produit par Clinton Sparks)                                                               | Suicidal Thoughts sur Ready to Die                                                                 | 2:45  |
| 20. | Just a Memory (featuring Clipse – Produit par Scram Jones)                                                                     | You're Nobody 'til Somebody Kills You sur Life After Death Drugs sur Hard Core (album) de Lil' Kim | 4:30  |
| 21. | Wake Up (featuring KoЯn – Produit par Jonathan Davis et Atticus Ross)                                                          | If I Should Die Before I Wake sur Born Again Kick in the Door sur Life After Death                 | 3:35  |
| 22. | Love is Everlasting (Outro) | | 0:57  |

| 23. | Want That Old Thing Back (featuring Ralph Tresvant et Ja Rule)                 | One More Chance sur Ready to Die | 4:59 |
| 24. | Running Your Mouth (featuring Snoop Dogg, Fabolous, Nate Dogg et Busta Rhymes) | Whatchu Want (titre inédit)      | 3:33 |

| 1. | The Funk (featuring Redman, Busta Rhymes et Nate Dogg)                                                   |  |
| 2. | Make It Hot (featuring Ness et Aasim)                                                                    |  |
| 3. | Here We Go (featuring Q-Tip, Babs et Aasim)                                                              |  |
| 4. | Bust a Nut (featuring Too $hort et Webbie)                                                               |  |
| 5. | Three Bricks" () (finalement sur l'album de Ghostface Fishscale) (featuring Ghostface Killah et Raekwon) |  |

## Clips
1. Nasty Girl
2. Hold Ya Head
3. Spit Your Game

## Certifications
| Pays              | Certification | Unités certifiées |
| ----------------- | ------------- | ----------------- |
| États-Unis (RIAA) | Platine       | 1 000 000         |
| Irlande (BPI)     | Platine       | 15 000            |
| Royaume-Uni (BPI) | Or            | 100 000           |